# Stephen Fumio Hamao
Stephen Fumio Hamao (ステファノ 濱尾 文郎, Stefano Hamao Fumio) est un cardinal japonais de la curie romaine, président émérite du Conseil pontifical pour la pastorale des migrants et des personnes en déplacement.

## Biographie

### Prêtre
Après des études en droit canon, Stephen Fumio Hamao est ordonné prêtre le 21 décembre 1957.
Il est alors nommé aumônier d'étudiants de l'Université catholique de Tokyo. À cette époque, il apprend le latin au prince Akihito, fils de l'empereur Hirohito, et futur empereur du Japon.

### Évêque
Nommé évêque auxiliaire de Tokyo et évêque titulaire d'Oreto (de) le 5 février 1970, il est consacré le 29 avril suivant. Le 30 octobre 1979, il devient évêque de Yokohama, charge qu'il occupe jusqu'à sa nomination à Rome le 15 juin 1998 comme président du Conseil pontifical pour la pastorale des migrants et des personnes en déplacement.
Il a par ailleurs présidé la Conférence des évêques catholiques du Japon (ja).

### Cardinal
Jean-Paul II l'a créé cardinal au consistoire du 21 octobre 2003 avec le titre de cardinal-diacre de S. Giovanni Bosco in via Tuscolana.
Il démissionne de ses fonctions à la curie romaine à 76 ans, le 11 mars 2006 et meurt dix-huit mois plus tard, le 8 novembre 2007.

## Citation
Lors d’un colloque organisé par le Conseil pontifical pour la pastorale des émigrés, le cardinal Fumio Hamao, président dudit conseil, a condamné avec force les mariages entre chrétiens et non chrétiens.
Il précisait que ces « types » de mariages « ont besoin, s’ils sont célébrés malgré tout, non seulement des dispenses au droit canon, mais aussi de l’approbation de la communauté chrétienne, avant et après le mariage. »